# Danh sách tổng thống Cộng hòa Séc

Lá cờ của tổng thống Cộng hòa Séc

Dưới đây là Danh sách tổng thống Cộng hòa Séc từ năm 1993 đến nay.
|   | Danh sách tổng thống Cộng hòa Séc (Sinh–Mất) | Danh sách tổng thống Cộng hòa Séc (Sinh–Mất) | Bắt đầu nhiệm kỳ   | Kết thúc nhiệm kỳ  | Đảng phái                | Năm đắc cử |
| - | -------------------------------------------- | -------------------------------------------- | ------------------ | ------------------ | ------------------------ | ---------- |
| 1 |                                              | Václav Havel (1936–2011)                     | 2 tháng 2 năm 1993 | 2 tháng 2 năm 2003 | Độc lập                  | 1 (1993)   |
| 1 | 2 (1998)                                     | Václav Havel (1936–2011)                     | 2 tháng 2 năm 1993 | 2 tháng 2 năm 2003 | Độc lập                  |            |
| 2 |                                              | Václav Klaus (1941–)                         | 7 tháng 3 năm 2003 | 7 tháng 3 năm 2013 | Đảng Dân chủ Civic (ODS) | 3 (2003)   |
| 2 | 4 (2008)                                     | Václav Klaus (1941–)                         | 7 tháng 3 năm 2003 | 7 tháng 3 năm 2013 | Đảng Dân chủ Civic (ODS) |            |
| 3 |                                              | Miloš Zeman (1944–)                          | 8 tháng 3 năm 2013 | 8 tháng 3 năm 2023 | Đảng Dân quyền (SPO)     | 5 (2013)   |
| 3 | 6 (2018)                                     | Miloš Zeman (1944–)                          | 8 tháng 3 năm 2013 | 8 tháng 3 năm 2023 | Đảng Dân quyền (SPO)     |            |
| 4 |                                              | Petr Pavel (1961–)                           | 9 tháng 3 năm 2023 | Đương nhiệm        | Độc lập                  | 6 (2023)   |